# Ilaria Battistoni
Ilaria Battistoni (Fano, 22 aprile 1996) è una pallavolista italiana, palleggiatrice del Pinerolo.

## Carriera

### Club
La carriera di Ilaria Battistoni inizia nella stagione 2012-13, in Serie B1, con lo Snoopy Pesaro, per poi passare, nell'annata successiva al Gabicce, in Serie B2. Ritorna a disputare la Serie B1 nella stagione 2014-15 con il Pesaro, conquistando la promozione in Serie A2.
Nella stagione 2015-16 si accasa all'Adolfo Consolini, sempre in Serie B1, con cui ottiene, nella stessa annata, una nuova promozione in Serie A2: debutta nel campionato cadetto nella stagione 2016-17 con la stessa società, vincendo la Coppa Italia di Serie A2 2017-2018.
Per il campionato 2020-21 viene ingaggiata dall'AGIL, in Serie A1. Dopo un triennio in Piemonte, per l'annata 2023-24, veste la maglia del Firenze, mentre in quella 2025-26 viene acquistata dal Pinerolo, sempre nella massima divisione.

### Nazionale
Nel 2021 ottiene le prime convocazioni nella nazionale italiana. Nel 2022 conquista la medaglia d'oro ai XIX Giochi del Mediterraneo.

## Palmarès

### Club
- Coppa Italia di Serie A2: 1

2017-18

### Nazionale (competizioni minori)
- Giochi del Mediterraneo 2022